# Semaeopus neximargo
Semaeopus neximargo är en fjärilsart som beskrevs av W. Warren 1901. Semaeopus neximargo ingår i släktet Semaeopus och familjen mätare. Inga underarter finns listade i Catalogue of Life.